# Grossoeuvre
Grossoeuvre är en kommun i departementet Eure i regionen Normandie i norra Frankrike. Kommunen ligger i kantonen Saint-André-de-l'Eure som tillhör arrondissementet Évreux. År 2022 hade Grossoeuvre 1 431 invånare.

## Befolkningsutveckling
Antalet invånare i kommunen Grossoeuvre
Referens:INSEE